# Milagre de Dammam
Milagre de Dammam foi como ficou conhecida a partida de futebol disputada no dia 25 de Fevereiro de 1989, válida pela quartas-de-final da Copa do Mundo Sub-20 daquele ano, entre as Seleções Sub-20 da União Soviética e da Nigéria. A partida recebeu esta alcunha por ter sido a primeira vez em Copas do Mundo de Futebol de qualquer nível que uma equipe conseguiu reverter um placar adverso de 4 gols, sendo, até hoje, a maior reviravolta de uma partida na história das Copas.
Após tomar 4 gols em 58 minutos, a equipe Nigeriana só foi marcar seu primeiro gol aos 15 minutos do segundo tempo. E conseguiu empatar a partida aos 39 do segundo tempo. Após um empate em 0x0 na prorrogação, a equipe Nigeriana venceu nos penaltis e conseguiu se classificar para a próxima fase do torneio.

## Ficha Técnica da Partida
| 25 de Fevereiro de 1989 | União Soviética                              | 4 – 4 (pro) | Nigéria                                    | Prince Mohamed bin Fahd Stadium, Dammam                                                                      |
| 18:00 (UCT)             | Kiriakov 30', 58' · Tedeev 45' · Salenko 46' | Relatório   | Ohenhen 61', 75' · Elijah 83' · Ugbade 84' | Público: 10 000 Árbitro: AUT Hubert Forstinger Assistente 1:ENG Neil Midgley Assistente 2: CHN Shengcai Chen |

|                                                          |       | Penalidades                                                                     |  |
| Oleg Salenko Serhiy Bezhenar Mirjalol Qosimov Oleg Benko | 3 – 5 | Christopher Ohenhen Peter Ogaba Michael Onyemachara Mutiu Adepoju Samuel Elijah |  |

| Cores do Time · Cores do Time · Cores do Time · Cores do Time · Cores do Time | Cores do Time · Cores do Time · Cores do Time · Cores do Time · Cores do Time |

| União Soviética: |    |                     |  |     |
|                  |    |                     |  |     |
| G                | 16 | Vladimir Pchelnikov |  |     |
| LD               | 3  | Serhiy Zayets       |  |     |
| Z                | 4  | Oleg Tabunov        |  |     |
| Z                | 5  | Serhiy Bezhenar     |  |     |
| LE               | 6  | Mirjalol Qosimov    |  |     |
| V                | 7  | Bakhva Tedeyev      |  |     |
| V                | 8  | Valeriy Popovich    |  |     |
| M                | 9  | Oleg Salenko        |  |     |
| M                | 10 | Andrei Timoshenko   |  | 86' |
| A                | 11 | Sergey Kiryakov 60' |  |     |
| A                | 12 | Omari Tetradze      |  |     |
| Substituições:   |    |                     |  |     |
| G                | 1  | Gintaras Staučė     |  |     |
|                  | 2  | Oleg Benko          |  | 86' |
|                  | 13 | Oleh Matveyev       |  |     |
|                  | 14 | Arif Asadov         |  |     |
|                  | 15 | Yuri Nikiforov      |  | 60' |
|                  | 17 | Yuri Moroz          |  |     |
|                  | 18 | Viktor Onopko       |  |     |
| Treinador:       |    |                     |  |     |
| Boris Ignatyev   |    |                     |  |     |

| NIGÉRIA:       |    |                     |      |     |
|                |    |                     |      |     |
| G              | 1  | Angus Ikeji         |      | 46' |
| LD             | 3  | Nduka Ugbade        |      |     |
| Z              | 4  | Christopher Ohenhen |      |     |
| Z              | 5  | Samuel Elijah       |      |     |
| LE             | 7  | Oladuni Oyakale     | 37'  | 61' |
| M              | 8  | Mutiu Adepoju       |      |     |
| M              | 9  | Peter Ogaba         |      |     |
| M              | 10 | Mohammed Oladimeji  | 118' |     |
| M              | 14 | Christopher Nwosu   |      |     |
| A              | 15 | Michael Onyemachara |      |     |
| A              | 16 | Bawa Abdullahi      |      |     |
| Substituições: |    |                     |      |     |
| G              | 18 | Emeka Amadi         | 46'  |     |
|                | 2  | Jimoh Balogun       |      |     |
|                | 6  | Enegwea Taiwo       |      |     |
|                | 11 | Anthony Emoedofu    |      |     |
|                | 12 | Odiari Chinedu      |      | 61' |
|                | 13 | Tunde Charity       |      |     |
|                | 17 | Philip Osundo       |      |     |
| Treinador:     |    |                     |      |     |
| Olatunde Disu  |    |                     |      |     |